# Juanita Guccione

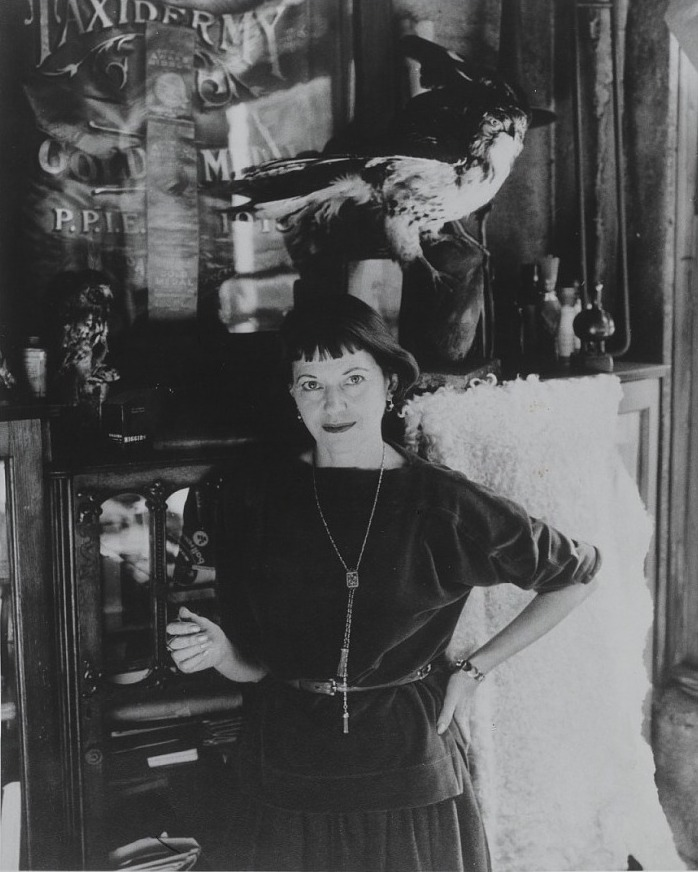
Juanita Guccione in New York City. Juanita Marbrook Guccione papers, 1949–1973. Archives of American Art, Smithsonian Institution

Juanita Guccione, geb. Anita Rice, auch bekannt als Juanita Marbrook (* 20. Juni 1904 in Chelsea, Massachusetts; † 18. Dezember 1999 in New York City) war eine US-amerikanische Malerin. Ihre Schwester war die Malerin Irene Rice Pereira.

## Leben
Juanita Guccione wurde als Anita Rice geboren und wuchs in Pittsfield und Great Barrington (Massachusetts) sowie in Brooklyn (New York) auf. In den 1920er Jahren arbeitete sie als Fotomodell in New York. Sie studierte Kunst am Pratt Institute und an der Art Students League. Anfang der 1930er Jahre bereiste sie Europa, Nordafrika und den Nahen Osten. 1931 ließ sie sich in Bou-Saada in Algerien nieder, wo sie vier Jahre lang unter den Ouled-Nail-Beduinen lebte. Ihre Arbeiten aus dieser Zeit, die die Beduinen als Freunde und Nachbarn darstellen, wurden 1935 im Brooklyn Museum ausgestellt.
Nach ihrer Rückkehr in die USA arbeitete sie in den 1930er Jahren mit dem mexikanischen Wandmaler David Alfaro Siqueiros an Postamts-Wandbildern für das Bundesprogramm Works Progress Administration. Sie studierte sieben Jahre lang bei Hans Hofmann, der ihr mehrere Stipendien gewährte. Ihre surrealistischen Arbeiten aus dieser Zeit zeigen häufig eine von Frauen dominierte Welt und wurden international ausgestellt, unter anderem in Manhattan, Paris, Beirut, Bombay und San Francisco.
Juanita Guccione änderte mehrmals ihren Namen. Sie begann als Anita Rice, wurde dann Juanita Rice, Juanita Marbrook und schließlich, nach ihrer Heirat in den 1940er Jahren, Juanita Guccione. Ihr Werk entwickelte sich von sozialrealistischen und surrealistischen Darstellungen hin zu lyrischen und astralen Kompositionen. Ab den 1960er Jahren verschwand die menschliche Figur allmählich aus ihrem Werk. Sie wandte sich einer stark metaphysischen Bildsprache zu, die sie als Visionen der von ihr wahrgenommenen Welt bezeichnete.
Trotz internationaler Ausstellungserfolge blieb sie aufgrund ihrer Zurückgezogenheit und der Schwierigkeit, ihr vielschichtiges Werk zu kategorisieren, außerhalb der Kunstszene weitgehend unbeachtet. Der französische Kunstkritiker Michel Georges Michel und die Schriftstellerin Anaïs Nin lobten ihr Werk.
Im Jahr 2004 erwarb die Demokratische Volksrepublik Algerien zahlreiche ihrer in den 1930er Jahren entstandenen Werke, die heute im Nationalmuseum der Schönen Künste in Algier ausgestellt sind. Sie gilt als die erste amerikanische Künstlerin, die von einem muslimischen Land geehrt wurde. Ihr umfangreiches Werk wurde erst nach ihrem Tod systematisch gesammelt. Die Anerkennung, die ihr zu Lebzeiten oft versagt blieb, wuchs posthum vor allem durch das Interesse der Kunsthistoriker, die ihr feministisches, surrealistisches und abstraktes Werk neu bewerteten.